# Репки (Черниговская область)
Ре́пки (укр. Рíпки) — посёлок городского типа в Черниговском районе Черниговской области Украины, административный центр Репкинской поселковой общины. До 17 июля 2020 года был административным центром Репкинского района.

## Общая характеристика
Репки расположены на северо-западном крае Черниговской области. Физическое расстояние до областного центра, города Чернигова, равняется 36 км по железным дорогам, по автомобильным дорогам эта дистанция увеличивается до 39 км. От столицы Украины Репки находятся в 244 км по железным дорогам и в 184 км по автотрассам.

## История
В 1634 году Владислав IV подтвердил право на владение Пероцковщиной (вместе с Репками) Кондрату Даничу, Ивану Максименко, Василию и Михаилу Даничевым, Зеньку (Зиновию) Григорьевичу Репчичам и Масюте Лавринову-Злобину, которые являлись потомками Егора Данича. Этот привилей подтверждал грамоту Сигизмунда III, написанную в 1585 году. До наших дней этот документ не дошёл. Первое упоминание о Репках в сохранившихся документах относится к 1607 году, когда шляхтичи Николай, Иван, Ждан и Михаил Глебовичи-Пероцкие за 4 тыс. червонцев заложили село Николаю Бакуринскому. Выкупить Репки Глебовичам-Пероцким так и не удалось.
В первой половине XVII в. Репки входили в состав Любечского староства Киевского, затем Черниговского, с 1646 г. — Смоленского воеводства Речи Посполитой.
Население принимало активное участие в национально-освободительной борьбе под руководством Богдана Хмельницкого.
Летом 1648 года село вошло в состав Ройской сотни Черниговского полка. Под Репками находился укреплённый лагерь, в котором во время войны располагались казацкие отряды, оборонявшие северные рубежи Гетманщины. Летом 1651 польско-шляхетское войско под командованием Я. Радзивилла переправилось через Днепр и двинулось к Чернигову.
Неподалёку от устья Сожа 26 июня 1651 произошло сражение. Казаки тогда потерпели поражение. Геройской смертью погиб на поле боя черниговский полковник М. Небаба. Раненный в правую руку, он мужественно, до последнего мгновения, отбивался саблей, держа её в левой руке. Враг овладел казацким лагерем, занял Репки и, обойдя Чернигов, направился к Киеву. Но уже к концу лета 1651 Репки были вновь освобождены от неприятеля. В январе 1654 жители села приветствовали решение Переяславской рады о воссоединении Украины с Россией.
В селе была Троицкая церковь. Священнослужители Троицкой церкви:
- 1739 — священник Иван Григорьевич Стаховский, священник Андрей Романович Максимович
- 1739 — дьячек Григорий Демьянович
- 1740 — дьячек Андрей Афанасьевич Городецкий
- 1847—1854 — священник Андрей Вакуловский

Во второй половине XVII—XVIII в. социально-экономическое развитие Репок заметно ускорилось. Основную массу жителей села составляли крестьяне и казаки. В 1656 г. Б. Хмельницкий своим универсалом закрепил Репки за полковым товарищем Ю. Бакуринским. Как указывалось в универсале гетмана, крестьяне должны были отбывать в пользу владельца «всякое подданское послушенство».
К концу 1670-х годов село стало ранговым имением. В 1729 году, согласно генеральному следствию, здесь насчитывалось 60 дворов посполитых.
По данным Генеральной описи Левобережной Украины 1765—1769 гг., в селе проживало 936 владельческих посполитых, 141 подсоседок и 58 казаков. На крестьянский двор в среднем приходилось по 2 десятины пахотной земли и 1,3 десятины сенокоса. На казацкий — по 20 десятин пахоты и 3 десятины сенокоса. Подсоседки вовсе не имели наделов. В 1783 г. крестьяне были полностью закрепощены. Основная масса земли — свыше 1100 десятин — принадлежала 9 репнинским помещикам, в том числе 835 десятин — Бакуринским. Репнинские крестьяне не мирились со своим положением. Одной из форм антифеодального протеста были их побеги из имений местных помещиков. Так, в декабре 1765 г. бежало несколько подданных войскового товарища Лизогуба.
Наряду с сельским хозяйством, малопродуктивным на песчаных почвах, жители занимались различными ремёслами. В 1760-х годах здесь работали 75 ремесленников 9 специальностей, 80 % которых составляли гончары. Это объяснялось тем, что в окрестностях Репок находились залежи высококачественной глины. В первой четверти XVIII в. в селе существовал «цех гончарный репицкий». Казацкая старшина и духовенство занимались также винокуренным и мукомольным промыслами. Во второй половине XVIII в. в Репках насчитывалось 6 водяных и ветряная мельницы, 10 винокурен (4 из них бездействовали). Велась оживлённая торговля. Каждый понедельник в Репках собирались торги, на которых местные жители продавали хлеб, глиняную посуду, а приезжие купцы — дёготь, соль, вяленую рыбу. В 60-е годы в селе было 7 шинков.
После ликвидации на Левобережной Украине полкового административно-территориального устройства Репки в 1782 г. вошли в состав Городнянского уезда Черниговского наместничества, в 1797 г. — Малороссийской, а с 1802 г. — Черниговской губернии.
В начале XIX в. Репки стали волостным центром и были отнесены к категории местечек.
В первой половине XIX в. население Репок возросло почти на треть, а к началу 60-х годов достигло 1400 человек [1252, с. 339], проживавших в 251 дворе. 90 % жителей Репок составляли крепостные, занимавшиеся сельским хозяйством, ремёслами и промыслами. В середине XIX века в местечке начал действовать винокуренный завод, принадлежавший помещикам Бакуринским. Наряду с еженедельными торгами раз в году в Репках устраивалась небольшая ярмарка, товарооборот которой колебался в пределах нескольких тысяч рублей.
При двух церквях действовали приходские школы.
Экономическое положение основной массы жителей Репок оставалось тяжёлым и после отмены крепостного права. В ходе проведения реформы 1861 года земельные наделы крестьян существенно сократились. Так, 102 крепостных помещика Бакуринского получили по уставной грамоте около 280 десятин земли, хотя до реформы пользовались 579 десятинами. За эти мизерные наделы была назначена выкупная сумма в размере 8300 руб., 1/5 которой крестьяне выплатили помещику единовременно, а 4/5 должны были возвратить по 6 проц. ежегодно государству, которое рассчитывалось с помещиком. Примерно на таких же условиях вышли из крепостной зависимости крестьяне, принадлежавшие десяти другим помещикам Репок. Одной из наиболее характерных черт пореформенной действительности было крестьянское малоземелье. Так, по данным 1883 г., на двор бывших крепостных в Репках приходилось в среднем по 5,7 десятины, на двор бывших государственных крестьян — по 6,3 десятины, на казацкий двор — 7,1 десятины. В то же время только помещикам Бакуринским принадлежало свыше 2,1 тыс. десятин лучшей земли. Малоземелье заставляло крестьян соглашаться на кабальные условия аренды — испольщину, наниматься в помещичьи экономии, кулацкие хозяйства, либо, распродав остатки имущества, оставить родные края и искать лучшей доли на чужбине.
К концу XIX века ускорился процесс социальной дифференциации крестьянства. В 80-е годы 12 % крестьянских и казацких дворов не имели земли, на 40 % дворов приходилось от 1 до 5 десятин. 21 % дворов не располагал рабочим скотом. Одновременно 12 % дворов владели более чем 10 десятинами земли каждый, 4 % использовали наемный труд односельчан.
Важную роль в экономической жизни Репок во второй половине XIX — начале XX в. продолжало играть ремесленное и кустарное производство. В 80-е годы здесь работали 94 ремесленника и кустаря почти 20 специальностей, из них 30 % составляли плотники и 34 % — гончары. Интенсивно разрабатывались залежи глины, которую частично использовали на месте для изготовления посуды и кирпича, частично вывозили за пределы губернии.
В Репках велась хотя и мелкая, но весьма бойкая торговля. Этому в значительной степени способствовало то обстоятельство, что в 1861 г. открылось движение по шоссе Чернигов — Гомель (один из участков т. н. Петербургского тракта), проходившего через местечко. Часть жителей занималась извозом. Они скупали у местных гончаров глиняную посуду и вывозили её на юг Черниговской, а также в Полтавскую и Киевскую губернии.
Безземелье и малоземелье, жестокая эксплуатация и политическое бесправие служили причиной проявления острого недовольства существующим строем. Во время революции 1905—1907 гг. в местечке произошли крестьянские волнения. В августе 1905 г. на окраине Репок состоялась крестьянская сходка, на которой звучали лозунги «Долой самодержавие!», «Да здравствует политическая свобода!». В октябре 1905 г. репнинские крестьяне разгромили несколько помещичьих усадеб и распределили между собой рабочий скот и запасы хлеба. Для подавления волнений в местечко прибыл карательный отряд, который жестоко расправился с непокорными. 10 участников выступления были приговорены к различным срокам каторжных работ и тюремного заключения.
Столыпинская аграрная реформа обострила социальные противоречия на селе, углубила классовое расслоение крестьянства. Значительная часть земли оставалась в руках помещиков. Так, по данным 1910 г., в Репках дворянам принадлежало 1200 десятин земли. Возрастало землевладение кулацкой верхушки. 9 местных кулаков имели 600 десятин земли. В то же время обезземеленная беднота вынуждена была наниматься в помещичьи экономии, хозяйства кулаков, пополняла ряды переселенцев. Только за Урал в 1906—1911 гг. выехало из Репнинской волости 702 человека .
Население Репок во второй половине XIX — начале XX в. быстро увеличивалось: в 1897 г. было 2716 человек, в 1917 г. — 3900. В 1897 г. насчитывалось 434 двора, в 1917 г. — 602. На благоустройство Репок средства почти не выделялись. С большим трудом к 1910 г. удалось привести в порядок центральные улицы и базарную площадь.
В конце XIX в. в Репках открылась больница на 13 коек. Тогда же появилась земская школа. И все же подавляющее большинство (95 проц.) жителей не умели читать и писать. На рубеже XIX—XX вв. здесь действовала небольшая библиотека .
В 1899 году здесь проживало 2700 человек.
Новые бедствия принесла трудящимся первая мировая война. Значительная часть мужского населения была призвана в армию. Реквизиции лошадей и подвод для нужд фронта отрицательно сказывались на состоянии крестьянских хозяйств. В 1916 г., в частности, 30 % посевных площадей в местечке остались незасеянными, на треть снизилась урожайность зерновых. Среди трудящихся ширились антивоенные настроения, возмущение антинародной политикой царизма.
После Февральской буржуазно-демократической революции в Репках было ликвидировано волостное правление, но созданный вместо него исполнительный комитет подчинялся уездному комиссару Временного правительства и выражал интересы зажиточной части населения. Помещик Бакуринский стал губернским комиссаром. С началом весенних полевых работ батраки, как прежде, вынуждены были гнуть на него спину. Посланцы большевистской партии, прибывшие из Чернигова, раскрывали контрреволюционную сущность Временного правительства, разоблачали предательскую роль меньшевиков, эсеров и украинских буржуазных националистов. Убедившись, что Временное правительство не собирается решать вопрос о земле, крестьяне Репок в начале октября 1917 г. захватили помещичий лес, обезоружили присланный сюда из Чернигова отряд милиции и солдат .
В январе 1918 г. в Репках была установлена Советская власть. В годы гражданской войны действовал партизанский отряд, который вошёл в состав Богунского полка.

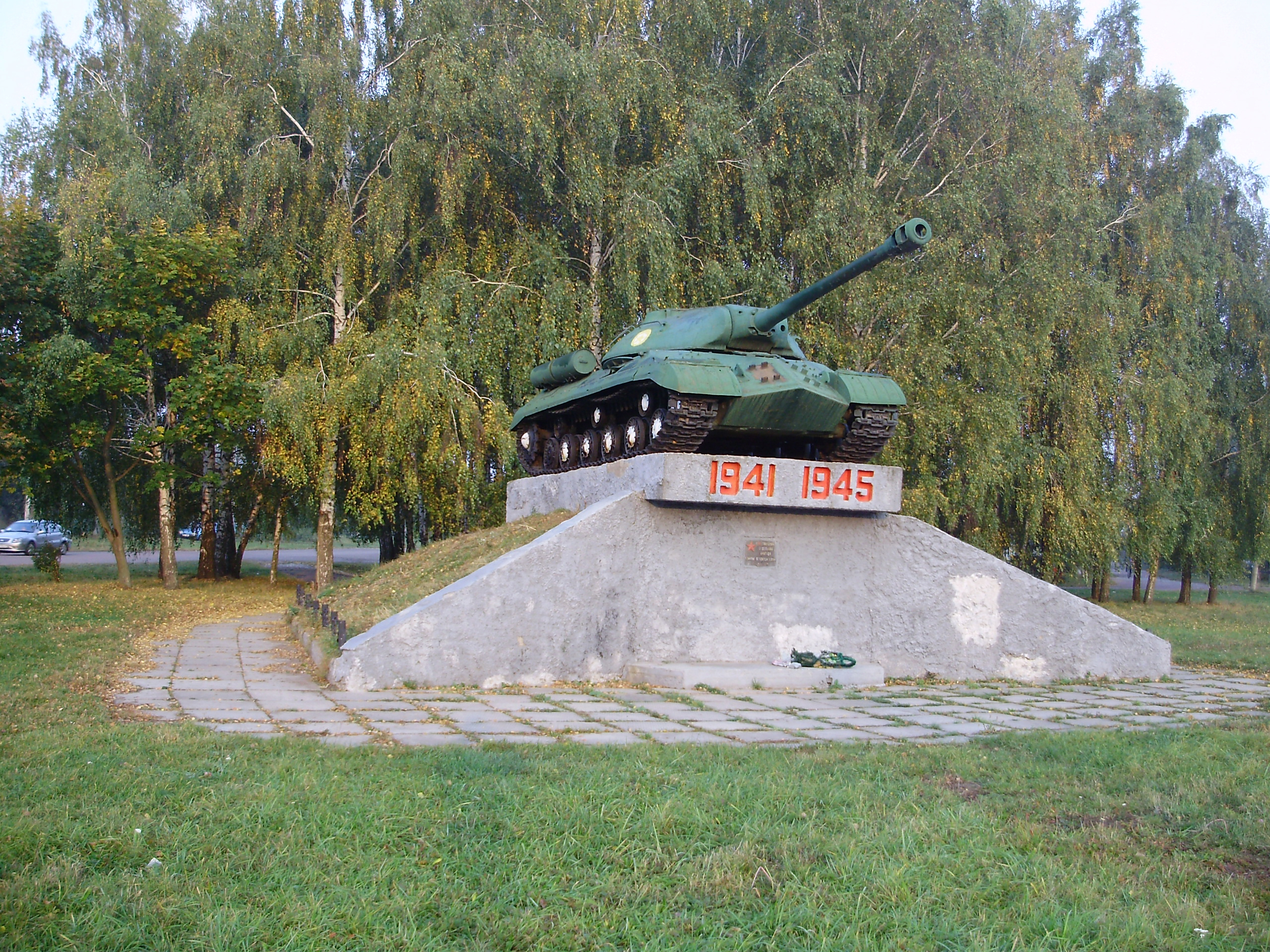
Памятник воинам-освободителям 68-й отдельной танковой бригады

В ходе Великой Отечественной войны с 30 августа 1941 до 26 сентября 1943 находились под немецкой оккупацией, был освобождён частями 68-й отдельной танковой бригады в ходе Черниговско-Припятской операции.
С 1958 года — посёлок городского типа.
После провозглашения независимости Украины здесь была оборудована пограничная комендатура «Репки» Черниговского пограничного отряда Северного регионального управления ГПСУ.

## Население
В январе 1989 года численность населения составляла 7440 человек.
По состоянию на 1 января 2013 года численность населения составляла 7397 человек.

### Языковой состав
Родной язык населения по данным переписи 2001 года:
| Язык       | Численность, чел. | Доля     |
| ---------- | ----------------- | -------- |
| Украинский | 7 477             | 94,92 %  |
| Русский    | 367               | 4,66 %   |
| Другие     | 33                | 0,42 %   |
| Итого      | 7 877             | 100,00 % |

## Транспорт
В трёх километрах к юго-востоку находится ближайшая железнодорожная станция Голубичи на участке Чернигов—Горностаевка Юго-Западной железной дороги.
Через посёлок проходит международная автомобильная дорога М-01 E 95.

## Власть
Орган местного самоуправления — Репкинский поселковый совет.